# 丘邻察
丘邻察（?—?），元朝驸马。汪古部人，阿剌兀思剔吉忽里的曾孙，孛要合之孙，君不花的次子。
君不花生有三子：囊家台、丘邻察、安童。娶宗王阿只吉之女回鹘公主，封赵王。死后谥康僖。阿只吉是察合台曾孙，木阿秃干之孙，不里之子。